# Kotipizza
Kotipizza Oyj (Koti, in finlandese, vuol dire "casa") è una catena finlandese di pizzerie, la più grande catena di ristoranti dei Paesi nordici. È stata fondata nel 1987 da Rabbe Grönblom. La sua sede è nel Vaskiluodon Satamaterminaali a Vaasa, Finlandia.
Il suo motto è "Pizza, Love & Understanding" ("Pizza, amore e comprensione").

## Profilo
I suoi punti vendita sono situati principalmente in Finlandia (il più settentrionale si trova a Karigasniemi nel comune di Utsjoki), ma sono presenti anche in Russia (San Pietroburgo), in Estonia e in Cina (Suzhou, nei pressi di Shanghai). Alla fine del 2010 la catena comprendeva 281 ristoranti in oltre 130 comuni. Alcuni dei ristoranti Kotipizza si trovano in congiunzione con le stazioni di servizio delle auto. Oltre il 95% dei ristoranti Kotipizza in Finlandia sono gestiti da franchising; nel 1992 e nel 2009 la catena è stata votata come la migliore catena di franchising. Nel 2012, il volume totale delle sue vendite è stato di 72 milioni di euro.
Alcuni ristoranti della catena offrono la consegna e accettano ordini per telefono o via Internet.

## Pizza Berlusconi

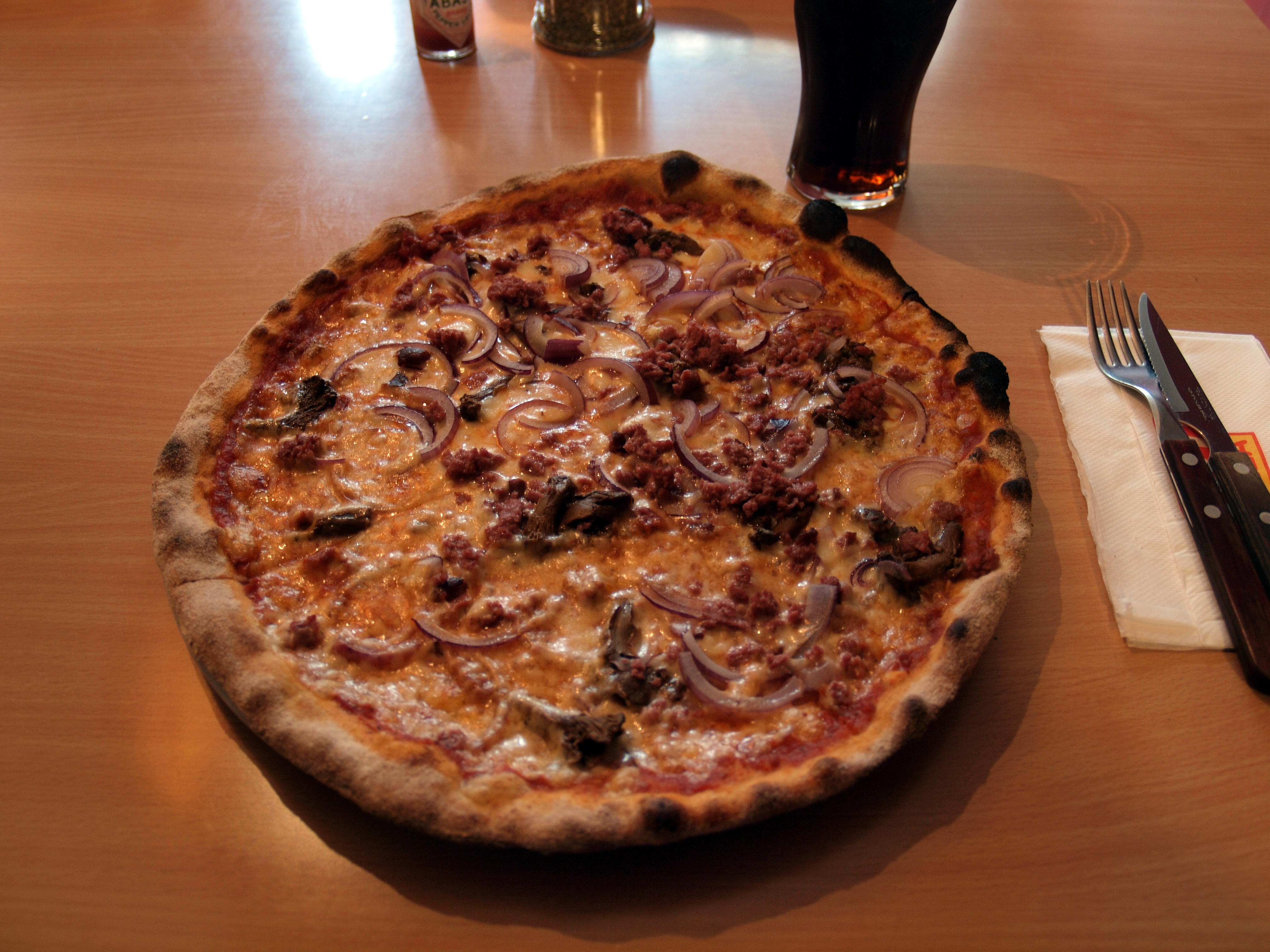
La Pizza Berlusconi, con carne di renna affumicata.

Nel 2008 la Kotipizza ha battezzato una pizza del proprio menu "Pizza Berlusconi", in polemica col presidente del consiglio italiano Silvio Berlusconi che qualche anno prima si era espresso in maniera critica sulla cucina finlandese scatenando numerose proteste in Finlandia che sfociarono in tentativi di boicottaggio dei prodotti alimentari italiani.
Nel 2005, infatti, l'allora Presidente del Consiglio italiano Berlusconi irritò il governo finlandese dicendo di aver «rispolverato tutte le arti da playboy» con Tarja Halonen, capo di Stato della nazione finnica, per fare in modo che ritirasse la candidatura di Helsinki a sede dell'Autorità europea per la sicurezza alimentare in favore di Parma, non essendoci per lui «alcuna possibilità di confronto tra il culatello di Parma e la renna affumicata». In seguito a quell'episodio la catena di pizzerie Kotipizza chiamò "Pizza Berlusconi" la sua pizza alla renna affumicata. La pizza vinse il primo premio dell'America's Plate International nel marzo 2008.